# أندرو ديفيز
أندرو ديفيز (بالإنجليزية: Andrew Davies) (و. 1936 – م) هو كاتب سيناريو، وكاتب، من المملكة المتحدة، وهو عضوٌ في الجمعية الملكية للأدب.

## التعليم
تعلم في كلية لندن الجامعية.

## مناصب وهيئات
أدار جامعة ووريك.

## جوائز
حصل على جوائز منها:
- جوائز الإيمي برايم تايم
- جائزة إيمي.

## وصلات خارجية
- أندرو ديفيز على موقع IMDb (الإنجليزية)
- أندرو ديفيز على موقع ألو سيني (الفرنسية)
- أندرو ديفيز على موقع أول موفي (الإنجليزية)
- أندرو ديفيز على موقع قاعدة بيانات برودواي على الإنترنت (الإنجليزية)
- أندرو ديفيز على موقع قاعدة بيانات الأفلام السويدية (السويدية)
- أندرو ديفيز على موقع قاعدة بيانات الفيلم (الإنجليزية)
- أندرو ديفيز على موقع كينوبويسك (الروسية)